# Синджелич (Белград)
Футбольний клуб Синджелич або просто Синджелич (серб. Фудбалски клуб Синђелић Београд) — професійний сербський футбольний клуб з міста Белград.

## Історія
Клуб було засновано в 1937 році на честь одного з національних героїв сербського народу, Стевана Синджелича. Першого знаного успіху в своїй історії клуб досяг в 2013 році, коли вперше вийшов до Першої ліги Сербії. Завершення сезону 2014/15 років команда провела під керівництвом нового тренера, Гордана Петрич, колишній гравця збірної Югославії та збірної СР Югославії (1992-2003), а 6-те місце в Першій лізі досі залишається найкращим досягненням в історії клубу. Починаючи з сезону 2015/16 року посаду головного тренера команди займає Зоран Миркович, також колишній гравець національних збірних Югославії та Сербії і Чорногорії (2003-2006), який працює в тандемі з Горданом Петричем, який працював у клубі головним тренером раніше.

## Стадіон
Клуб грає свої домашні матчі на стадіоні «ФК Синджелич» (також його вболівальники називають «Буратана»), який вміщує 3000 уболівальників, але він потребує ремонту, щоб відповідати всім вимогам та стандартам безпеки для національних футбольних матчів найвищого дивізіону. До того ж ФК «Синджелич» має у своїй власності запасне поле зі штучним покриттям.

## Уболівальники
Фанати клубу називають себе «Орлови» («Орли»).

## Склад команди
Станом на 21 червня 2016
| № | Поз. | Нац.       | Гравець              |
| - | ---- | ---------- | -------------------- |
|   | ВР   | Чорногорія | Неманья Шкекич       |
|   | ВР   | Сербія     | Марко Матич          |
|   | ВР   | Сербія     | Йован Бубоня         |
|   | ЗХ   | Сербія     | Предраг Станимирович |
|   | ЗХ   | Сербія     | Миролюб Пешич        |
|   | ЗХ   | Сербія     | Стеван Радулович     |
|   | ЗХ   | Сербія     | Мілош Петрушич       |
|   | ЗХ   | Сербія     | Саша Крайнович       |
|   | ЗХ   | Сербія     | Петар Шушняр         |
|   | ЗХ   | Сербія     | Мілош Крномаркови    |
|   | ЗХ   | Сербія     | Душан Іванов         |
|   | ЗХ   | Сербія     | Неманья Тошич        |
|   | ПЗ   | Сербія     | Огнен Попадич        |
|   | ПЗ   | Сербія     | Неделько Пишчевич    |

| № | Поз. | Нац.                 | Гравець                                          |
| - | ---- | -------------------- | ------------------------------------------------ |
|   | ПЗ   | Сербія               | Стефан Димич (в оренді з клубу «Чукарички»)      |
|   | ПЗ   | Сербія               | Милош Ожегович                                   |
|   | ПЗ   | Сербія               | Джордже Раданович (в оренді з клубу «Чукарички») |
|   | ПЗ   | Сербія               | Миодраг Миленкович                               |
|   | ПЗ   | Сербія               | Ненад Станкович                                  |
|   | ПЗ   | Сербія               | Нікола Стоянович                                 |
|   | ПЗ   | Сербія               | Неманья Іванович                                 |
|   | ПЗ   | Сербія               | Лука Смілянич                                    |
|   | ПЗ   | Сербія               | Лука Панич                                       |
|   | НП   | Боснія і Герцеговина | Будимир Шарчевич (в оренді з клубу «Чукарички»)  |
|   | НП   | Сербія               | Павле Радунович                                  |
|   | НП   | Чорногорія           | Нікола Зврко (в оренді з клубу «Чукарички»)      |
|   | НП   | Сербія               | Лука Нколич                                      |
|   | НП   | Сербія               | Огнен Бєличич                                    |

## Відомі гравці
- Благоє Паунович
- Станислав Карасі
- Йован Ачимович
- Юсуф Хатунич